# Oberonia dolichocaulis
Oberonia dolichocaulis är en orkidéart som beskrevs av Gunnar Seidenfaden. Oberonia dolichocaulis ingår i släktet Oberonia och familjen orkidéer. Inga underarter finns listade i Catalogue of Life.